# (133) Cyrene
(133) Cyrene – duża planetoida pasa głównego asteroid.

## Odkrycie
Została odkryta 16 sierpnia 1873 roku w Detroit Observatory w mieście Ann Arbor przez Jamesa Watsona. Nazwa planetoidy pochodzi od Kyrene, nimfy z mitologii greckiej.

## Orbita
(133) Cyrene krąży w średniej odległości 3,06 j.a. od Słońca (okres obiegu to 5 lat i 135 dni). Jeden pełny obrót wokół własnej osi wykonuje w czasie 12,7 godziny.
Składa się najprawdopodobniej z krzemianów oraz niklu-żelaza.